# Арчер, Маргарет
Маргарет Арчер (англ. Margaret Archer; 20 января 1943, Grenoside, Йоркшир и Хамбер — 21 мая 2023) — английский социолог. Бакалавр (1964) и доктор философии (1967) Лондонского университета. Работала в Кембриджском университете, Лондонской школе экономики и (с 1973) в Уорикском университете в г. Ковентри; профессор с 1979 года. 12 апреля 2014 года Папа Франциск назначил Маргарет Арчер президентом Папской академии общественных наук.
Стала первой женщиной, избранной на пост Президента Международной социологической ассоциации (1986—1990).
Член-основатель Папской академии общественных наук и английской Академии общественных наук.
Принадлежит к социологической школе «критического реализма». Выступала с критикой теории структурации Энтони Гидденса. Автор терминов «конфляционизм» и «элизионизм».